# Patiya
Patiya è un sottodistretto (upazila) del Bangladesh situato nel distretto di Chittagong, divisione di Chittagong. Si estende su una superficie di 316,47 km² e conta una popolazione di 398.836 abitanti (dato censimento 1991).